# Planta (województwo lubelskie)
Planta – wieś w Polsce położona w województwie lubelskim, w powiecie radzyńskim, w gminie Wohyń.
W latach 1975–1998 miejscowość położona była w województwie bialskopodlaskim.
Wieś jest sołectwem w gminie Wohyń. Według Narodowego Spisu Powszechnego z roku 2011 wieś liczyła 189 mieszkańców.
Wierni Kościoła rzymskokatolickiego należą do parafii św. Anny w Wohyniu.